# 楢岡氏
楢岡氏（ならおかし）は中世末期の、出羽国北浦郡の国人である。本姓は源氏。家系は清和源氏の一家系 河内源氏の傍系　甲斐源氏の流れで信濃守護 小笠原氏の血筋。楢岡城（現・秋田県大仙市南外）に居を定めた。
楢岡氏が楢岡に住むまで複雑な経緯があり、室町時代末期、小笠原光冬が小野寺氏によって上浦郡の増田（現・秋田県横手市増田地域）を追われて楢岡城に入城して、北浦郡の戸沢氏の盟友となった。小笠原光冬は清和源氏の流れをくむ小笠原長清の8代末裔の子であるという。楢岡氏3代当主の長峯（長峰、光遠）は戸沢氏からの婿養子であり、戦国時代から江戸時代初期にかけて戸沢氏の正室・側室を数代に渡って出した。新庄藩3代藩主の戸沢正庸は楢岡氏からの養子である。
戸沢盛安の時代の当主は楢岡右衛門尉であり、1586年（天正14年）に阿気野の合戦（小野寺氏と戸沢氏の合戦）を起こした張本人でもある。右衛門尉は戸沢氏と婚姻を結び必死に小野寺氏に抵抗した。縁戚関係のある国人という立場から当初は客将的な地位であったが、楢岡左馬介が戸沢氏の配下となったことで、楢岡氏は戸沢家中において家臣化していった。関ヶ原の戦い後、戸沢氏と移封とともに北浦郡を去る。後の新庄藩での楢岡氏の知行は900石で、藩内3位であった。
庶家には楢岡光信の四男 吉高盛信にはじまる吉高氏がある。吉高氏は代々、新庄藩家老として藩政に重きをなした。